# Condate arenacea
Condate arenacea är en fjärilsart som beskrevs av Walker 1865. Condate arenacea ingår i släktet Condate och familjen nattflyn. Inga underarter finns listade i Catalogue of Life.